# Marilynne Robinsonová
Marilynne Summers Robinsonová (* 26. listopadu 1943, Sandpoint, Idaho, USA) je americká spisovatelka a esejistka, členka Americké akademie umění a věd.

## Životopis
Narodila se a vyrostla v Sandpoint v Idahu a studovala na Pembroke College, dřívější dívčí koleji Brownovy univerzity, kde v roce 1966 získala titul B.A.. V roce 1977 získala doktorát z anglického jazyka a literatury na University of Washington.
Napsala tři vysoce ceněné romány Ztrácení (Housekeeping, 1980), Gilead (2004) a Home (2008). Gilead získal Pulitzerovu cenu za literaturu a domácí britskou literární cenu Orange Prize for fiction. Román Home volně navazuje na Gilead a sleduje osudy rodiny reverenda Boughtona.
Jedná se také o autorku nebeletristických prací: Mother Country: Britain, the Welfare State, and Nuclear Pollution (1989), The Death of Adam: Essays on Modern Thought (1998) a Absence of Mind: The Dispelling of Inwardness from the Modern Myth of the Self (2010). Píše články, eseje a recenze pro Harper's, The Paris Review a The New York Times Review.
Jakožto profesorka hostovala na mnoha univerzitách, např. na University of Kent, Amherst College, Univerzity of Massachusetts nebo Yale University.
19. dubna 2010 byla zvolena do Americké akademie umění a věd. V současnosti učí na Iowa Writers´ Workshop a žije v Iowa City.

## Ocenění
- 1980: Ztrácení – Hemingway Foundation/PEN Award for best first novel; nominace na Pulitzerovu cenu za literaturu
- 2004 Gilead – 2005 Pulitzerova cena za literaturu; National Book Critics Circle Award for Fiction; 2005 Ambassador Book Award
- 2008 Home – 2009 Orange Prize for Fiction; finalistka v 2008 National Book Award

## Dílo

### Romány
- Ztrácení (Housekeeping, 1980)
- Gilead (2004)
- Home (2008)
- Lila (2014)

### Jiné
- Mother Country: Britain, the Welfare State, and Nuclear Pollution (1989)
- My Western Roots (esej, 1993)
- The Death of Adam: Essays on Modern Thought (1998)
- Absence of Mind: The Dispelling of Inwardness from the Modern Myth of the Self (2010)